# Street Fighter Collection
Street Fighter Collection es un recopilatorio para las consolas PlayStation y Sega Saturn, que fue lanzado en Japón el 23 de octubre de 1997, en EE. UU. el 30 de noviembre del mismo año y en Europa en junio de 1998.

## Juegos recopilados
El pack está compuesto por dos CD-ROM:
- Disco 1: El primer disco contiene conversiones de Super Street Fighter II: The New Challengers y Super Street Fighter II-X: Grand Master Challengers. Gráficamente son idénticas a las versiones arcades originales, exceptuando los pesados tiempos de carga que aparecen en cada cambio de pantalla. Cada juego incluye dos modos de juego: "Arcade" y "Versus" (este último solo para dos jugadores). No incluye ningún tipo de material extra.

- Disco 2: El segundo CD incluye una conversión de Street Fighter Alpha 2 Dash, una versión mejorada del Street Fighter Alpha 2 original. Incluye mejoras gráficas (prácticamente inapreciables), más luchadores ocultos (versiones extra de los luchadores ya aparecidos) y la inclusión de Cammy al plantel de luchadores, aunque solo es seleccionable en el modo "Versus". Incorpora un nuevo modo de juego, el "Akuma Mode", en el que el jugador debe enfrentarse al temible luchador en un único y difícil combate. Inexplicablemente eliminaron el modo "Training" que si incluía el Street Fighter Alpha 2 original.

## Recepción
La crítica en general coincidió en afirmar que la posibilidad de jugar a Super Street Fighter II Turbo, que en aquellos años apenas había sido convertido a unos pocos sistemas domésticos como PC o 3DO, era digno de mención. Pero también criticaron la aparente falta de entusiasmo por parte de Capcom en lanzar este recopilatorio al no incluir algún tipo de material adicional.
- Datos: Q658412